# Korkiakari (ö i Lappland, Kemi-Torneå, lat 65,60, long 24,98)
Korkiakari med Saikka, Penttilänmatala och Vailetto är en ö i Finland. Den ligger i Bottenviken och i kommunen Simo i den ekonomiska regionen  Kemi-Torneå i landskapet Lappland, i den norra delen av landet. Ön ligger omkring 110 kilometer söder om Rovaniemi och omkring 600 kilometer norr om Helsingfors.
Öns area är 1,11 kvadratkilometer och dess största längd är 2,8 kilometer i sydöst-nordvästlig riktning.

## Några delöar med egna namn
- Saikka 65°36′13″N 24°59′17″Ö / 65.60356°N 24.98819°Ö
- Penttilänmatala 65°36′45″N 24°57′51″Ö / 65.61263°N 24.96421°Ö
- Vailetto 65°36′19″N 24°58′18″Ö / 65.60534°N 24.97172°Ö